# Ganthela jianensis
Espèce
Ganthela jianensis est une espèce d'araignées mésothèles de la famille des Liphistiidae.

## Distribution
Cette espèce est endémique du Jiangxi en Chine,. Elle se rencontre à Ji'an sur le mont Qingyuan.

## Description
Les femelles mesurent de 11,80 à 15,50 mm.

## Systématique et taxinomie
Cette espèce a été décrite par Xu, Kuntner et Chen en 2015.

## Étymologie
Son nom d'espèce, composé de jian et du suffixe latin -ensis, « qui vit dans, qui habite », lui a été donné en référence au lieu de sa découverte, Ji'an.

## Publication originale
- Xu, Liu, Chen, Li & Kuntner, 2015 : « Integrative taxonomy of the primitively segmented spider genus Ganthela (Araneae: Mesothelae: Liphistiidae): DNA barcoding gap agrees with morphology. » Zoological Journal of the Linnean Society, vol. 175, p. 288-306.